# .tf
.tf – domena internetowa przypisana do Francuskich Terytoriów Południowych i Antarktycznych.